# Andrés Solar
Andrés Manuel Solar Santurio, más conocido como Andrés Solar (Gijón, España, 25 de agosto de 1955-27 de diciembre de 1984), fue un escritor en lengua asturiana y militante de izquierda nacionalista. Está considerado uno de los mejores escritores del surdimientu a pesar de su temprano fallecimiento a la edad de 29 años.

## Trayectoria
Andrés Solar nació en El Fondón, en la parroquia de Deva, en Gijón. Hijo de labradores, hizo los estudios primarios en la escuela pública del lugar. En 1978, se involucró en el movimiento de reivindicación lingüística e inició una intensa labor cultural y política.
En los siete años siguientes publicó artículos en prensa, ganó premios literarios, fue profesor en la Universidad Popular de Gijón, fue miembro de la Academia de la Lengua Asturiana, colaboró con el grupo de teatro Xaréu Títeres y fue miembro de Conceyu Bable, de la Junta por la Defensa de la Lengua Asturiana y del partido de izquierdas, Ensame Nacionalista Astur.

## Premios Andrés Solar
Los Premios Andrés Solar fueron creados en 1985 por la Junta por la Defensa de la Lengua Asturiana en recuerdo y homenaje del escritor. Los premios tienen dos categorías:
1. La primera categoría es la del Pegollu, que se entrega a las personas, entidades, grupos o colectivos que de alguna manera luchan por la lengua, incluyéndola en la sociedad, empleándola con normalidad o favoreciendo su normalización.
2. La segunda categoría es Madreñazu purpurina, una categoría de denuncia que va dirigida a entidades, grupos, políticos o colectivos que desprestigian el valor de la lengua y el sentimiento de sus hablantes. Desapareció en 2018.[3]